# Imre Aurél
Imre Aurél (Stósz (Szepes megye), 1852. február 2. – Sáros (Nagy-Küküllő megye), 1886. október 10.) ügyvéd és országgyűlési képviselő.

## Élete
Elvégezve jogi tanulmányait, ügyvéd lett Budapesten. Tevékeny részt vett az ügyvédi kör megalakításában és később mint választmányi tag a napirenden volt jogi reformkérdések megvitatásában. 1884-ben a csíkszentmártoni kerület képviselővé választotta függetlenségi programmal. Pártjának egyik jegyzője volt. Mint képviselő az 1885. évi költségvetés általános tárgyalásánál szólalt föl először.
Országgyűlési beszédei a Naplóban, cikkei a szaklapokban.